# Svein
Svein ist ein norwegischer männlicher Vorname altnordischer Herkunft, die norwegische Form des Vornamens Sven.

## Namensträger
- Svein Bakke (1953–2015), norwegischer Fußballspieler und -funktionär
- Svein Byhring (1932–2007), norwegischer Schauspieler, Rundfunkmoderator und Komiker
- Svein Blindheim (1916–2013), norwegischer Widerstandskämpfer, Offizier und Historiker
- Svein Christiansen (1941–2015), norwegischer Jazzmusiker (Schlagzeug)
- Svein-Erik Edvartsen (* 1979), norwegischer Fußballschiedsrichter
- Svein Engen (* 1953), norwegischer Biathlet
- Svein Arne Hansen (1946–2020), norwegischer Sportfunktionär
- Svein Roald Hansen (* 1949), norwegischer Politiker
- Svein Harberg (* 1958), norwegischer Politiker
- Svein Dag Hauge (* 1959), norwegischer Gitarrist, Songwriter und Musikproduzent
- Svein Ludvigsen (* 1946), norwegischer Politiker
- Svein Mathisen (1952–2011), norwegischer Fußballspieler und -funktionär
- Svein Møller (1958–1999), norwegischer Kirchenmusiker, Dirigent und Komponist
- Svein Oddvar Moen (* 1979), norwegischer Fußballschiedsrichter
- Svein Munkejord (* 1948), norwegischer Politiker
- Svein Nyhus (* 1962), norwegischer Illustrator und Kinderbuchautor
- Svein Harald Øygard (* 1960), norwegischer Wirtschaftswissenschaftler
- Svein Romstad (* 1949), norwegisch-US-amerikanischer Rennrodler, Rennrodelfunktionär und Manager
- Svein Rosseland (1894–1985), norwegischer Astrophysiker und Pionier der Theoretischen Astrophysik
- Svein Thøgersen (* 1946), norwegischer Ruderer
- Svein Tuft (* 1977), kanadischer Radrennfahrer
- Svein Erik Vold (* 1985), norwegischer Radrennfahrer